# Niwy (rejon żółkiewski)
Niwy (ukr. Ниви) – wieś na Ukrainie w rejonie lwowskim (wcześniej w rejonie żółkiewskim) obwodu lwowskiego.

## Historia
Pod koniec XIX w. część wsi Potylicz w powiecie rawskim.